# Серочиньский, Адам
А́дам Да́риуш Серочи́ньский (пол. Adam Dariusz Seroczyński; 13 марта 1974, Ольштын) — польский гребец-байдарочник, выступал за сборную Польши в период 1997—2008 годов. Бронзовый призёр летних Олимпийских игр в Сиднее, серебряный и дважды бронзовый призёр чемпионатов мира, чемпион Европы, победитель многих регат национального и международного значения. Был дисквалифицирован за нарушение антидопинговых правил.

## Биография
Адам Серочиньский родился 13 марта 1974 года в городе Ольштыне Варминьско-Мазурского воеводства. Активно заниматься греблей начал в раннем детстве, проходил подготовку в местном одноимённом спортивном клубе «Ольштын».
Первого серьёзного успеха на взрослом международном уровне добился в 1997 году, когда попал в основной состав польской национальной сборной и побывал на возобновлённом чемпионате Европы в болгарском Пловдиве, откуда привёз награду бронзового достоинства, выигранную в зачёте четырёхместных байдарок на дистанции 1000 метров. Два года спустя на европейском первенстве в хорватском Загребе в той же дисциплине одолел всех своих соперников и завоевал тем самым золотую медаль. Благодаря череде удачных выступлений удостоился права защищать честь страны на летних Олимпийских играх 2000 года в Сиднее — в километровой гонке четвёрок занял третье место и получил бронзу, пропустив вперёд только экипажи из Венгрии и Германии.
Став бронзовым олимпийским призёром, Серочиньский остался в основном составе гребной команды Польши и продолжил принимать участие в крупнейших международных регатах. Так, в 2002 году он выступил на чемпионате Европы в венгерском Сегеде и на чемпионате мира в испанской Севилье, где в одиночной километровой программе выиграл серебряную и бронзовую медали соответственно. Будучи одним из лидеров польской национальной сборной, благополучно прошёл квалификацию на Олимпийские игры 2004 года в Афинах — в одиночках на тысяче метрах сумел дойти лишь до стадии полуфиналов, где финишировал четвёртым, тогда как в четвёрках на тысяче метрах дошёл до финала и показал в решающем заезде восьмой результат.
В 2006 году Серочиньский выиграл бронзовую медаль на чемпионате мира в Сегеде, в двойках на тысяче метрах. В следующем сезоне на аналогичных соревнованиях в немецком Дуйсбурге получил в той же дисциплине серебро. Также попал в число призёров на европейском первенстве в испанской Понтеведре, в километровом зачёте байдарок-четвёрок. В 2008 году отправился представлять страну на Олимпийских играх в Пекине, выступал в паре с Мариушем Куявским в двойках на тысяче метрах, успешно дошёл до финальной стадии, однако незадолго до старта финального заезда его уличили в употреблении запрещённого вещества кленбутерола, и Международная федерация гребли на байдарках и каноэ приняла решение отстранить его от соревнований сроком на два года. Таким образом, допинговый скандал с участием Адама Серочиньского стал первым случаем дисквалификации байдарочников за допинг в истории Олимпийских игр.